# 楠特伊勒欧杜安
楠特伊勒欧杜安（法語：Nanteuil-le-Haudouin，法語發音：[nɑ̃tœj lə odwɛ̃]）是法国瓦兹省的一个市镇，位于该省东南部，属于桑利斯区和瓦卢瓦地区市镇公共社区。

## 地理
楠特伊勒欧杜安（49°8'30"N, 2°48'38"E）面积20.95 平方千米，位于法国上法蘭西大區瓦兹省，该省份为法国北部内陆省份，北起索姆省，西接厄尔省和滨海塞纳省，南至塞纳-马恩省和瓦兹河谷省，东临埃纳省。
与楠特伊勒欧杜安接壤的市镇（或旧市镇、城区）包括：谢夫勒维尔、蒙塔尼圣费利西泰、奥涅、佩鲁瓦莱贡布里、锡伊勒隆、韦尔西尼、维莱圣热内。
楠特伊勒欧杜安的时区为UTC+01:00、UTC+02:00（夏令时）。

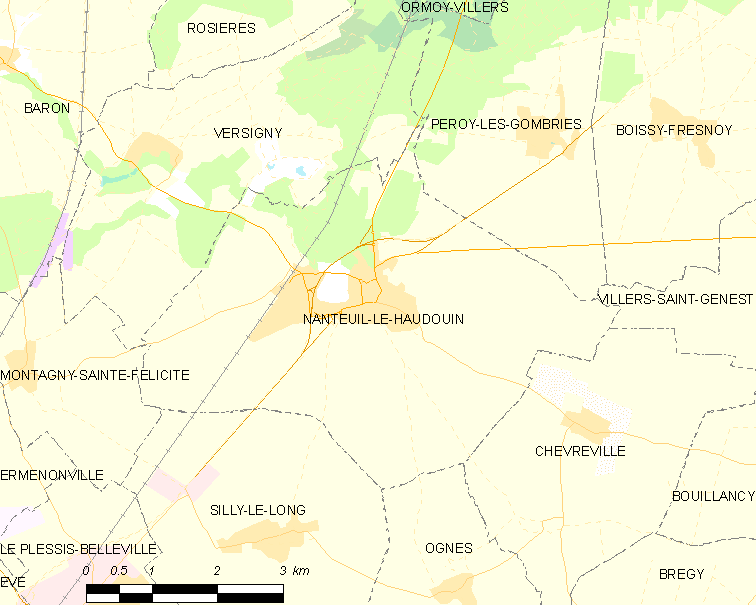
楠特伊勒欧杜安的OSM定位图

## 行政
楠特伊勒欧杜安的邮政编码为60440，INSEE市镇编码为60446。

## 政治
楠特伊勒欧杜安所属的省级选区为楠特伊勒欧杜安县，其也是该县的中央投票站所在地。

## 人口

1962-2008年间楠特伊勒欧杜安人口变化图示

楠特伊勒欧杜安于2022年1月1日时的人口数量为4274人。